# Koloniaal Duits
Het koloniaal Duits is een in 1916 door Emil Schwörer voorgesteld pidgin dat was gebaseerd op het Duits. Het koloniaal Duits was bedoeld voor communicatie in het door Duitsland gekoloniseerde Duits-Zuidwest-Afrika. Het project van Schwörer was gebaseerd op de gedachte dat het Duitse Rijk in de nabije toekomst een even belangrijke koloniale macht als andere Europese landen zoals Frankrijk en Groot-Brittannië zou worden.
Schwörer publiceerde zijn voorstel in een 62 pagina's tellende brochure met de titel Vorschläge einer künftigen deutschen Kolonialsprache in systematisch grammatikalischer Darstellung und Begründung. Net als het in dezelfde tijd ontworpen Wereldduits was het koloniaal Duits een sterk vereenvoudigde versie van de Duitse standaardtaal, met een zeer beperkte woordenschat en weinig grammatica. Er zaten tevens elementen in van pidgin-Engels en enkele door de door de Europese kolonisten overheerste volkeren gesproken talen, zoals de Bantoetalen en het Swahili.